# 日永の追分

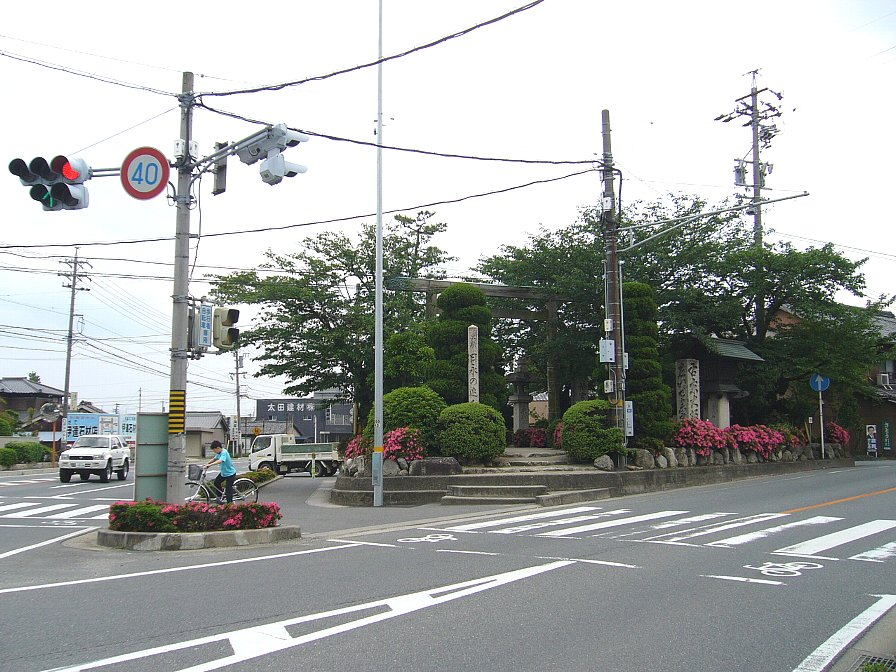
京都・伊勢方面に向かい、
右：東海道
左：伊勢街道

日永の追分（ひながのおいわけ） は三重県四日市市追分にある、東海道と伊勢街道の分岐点（追分）。現在は国道1号線の追分交差点となっている。

## 概要
東海道五十三次の四日市宿と石薬師宿の間の宿でもあり、旅籠や茶店があった。三重県指定記念物（史跡）となっている（昭和13年（1938年）指定）。
- 伊勢神宮二の鳥居：安永3年（1774年）建立。以来、伊勢神宮の式年遷宮毎に神宮の古材を使って建て替えられる。
- 常夜灯：安永3年（1774）建立。
- 道標：嘉永2年（1849年）建立。「左いせ参宮道」「右京大坂道」「すぐ江戸道」とある。
- 旧道標：明暦2年（1656年）建立。日永神社に移転。「京」「山田」「南無阿弥陀仏 恵心」とある。

## 所在地
- 三重県四日市市追分3-3013-1（北緯34度56分08秒 東経136度35分53.5秒 / 北緯34.93556度 東経136.598194度座標: 北緯34度56分08秒 東経136度35分53.5秒 / 北緯34.93556度 東経136.598194度）

## 交通アクセス
- 四日市あすなろう鉄道内部線 追分駅